# Општина Сан Хуан де Сабинас (Коавила)
Сан Хуан де Сабинас (шп. San Juan de Sabinas) општина је у Мексику у савезној држави Коавила. Општина се налази на надморској висини од 379 м.

## Становништво
Према подацима из 2010. у општини је живело 41649 становника.

### Хронологија
| Година       | 2000                  | 2005                  | 2010                  |
| ------------ | --------------------- | --------------------- | --------------------- |
| Становништво | 40138 (19624 / 20514) | 40115 (19703 / 20412) | 41649 (20502 / 21147) |

### Попис
| \| \| м \| \| \| ж \| \| 0—2 \| 1.039 \| \| \| 947 \| \| 3—5 \| 1.006 \| \| \| 1.028 \| \| 6—11 \| 2.313 \| \| \| 2.215 \| \| 12—14 \| 1.091 \| \| \| 1.094 \| \| 15—17 \| 1.136 \| \| \| 1.163 \| \| 18—24 \| 2.361 \| \| \| 2.323 \| \| 60+ \| 2.429 \| \| \| 2.907 \| \| Просек : \| 31,0 \| \| \| 32,0 \| |       |  |  |       |
| |       |  |  |       |
| | м     |  |  | ж     |
| 0—2 | 1.039 |  |  | 947   |
| 3—5 | 1.006 |  |  | 1.028 |
| 6—11 | 2.313 |  |  | 2.215 |
| 12—14 | 1.091 |  |  | 1.094 |
| 15—17 | 1.136 |  |  | 1.163 |
| 18—24 | 2.361 |  |  | 2.323 |
| 60+ | 2.429 |  |  | 2.907 |
| Просек : | 31,0  |  |  | 32,0  |

| #   | Индикатор                                                                                        | Вредност |
| --- | ------------------------------------------------------------------------------------------------ | -------- |
| 1   | Становништво од 0 до 2 године                                                                    | 1986     |
| 2   | Мушко становништво од 0 до 2 године                                                              | 1039     |
| 3   | Женско становништво од 0 до 2 године                                                             | 947      |
| 4   | Становништво са 3 и више година                                                                  | 38916    |
| 5   | Мушко становништво са 3 и више година                                                            | 19090    |
| 6   | Женско становништво са 3 и више година                                                           | 19826    |
| 7   | Становништво са 5 и више година                                                                  | 37543    |
| 8   | Мушко становништво са 5 и више година                                                            | 18422    |
| 9   | Женско становништво са 5 и више година                                                           | 19121    |
| 10  | Становништво са 12 и више година                                                                 | 32354    |
| 11  | Мушко становништво са 12 и више година                                                           | 15771    |
| 12  | Женско становништво са 12 и више година                                                          | 16583    |
| 13  | Становништво са 15 и више година                                                                 | 30169    |
| 14  | Мушко становништво са 15 и више година                                                           | 14680    |
| 15  | Женско становништво са 15 и више година                                                          | 15489    |
| 16  | Становништво са 18 и више година                                                                 | 27870    |
| 17  | Мушко становништво са 18 и више година                                                           | 13544    |
| 18  | Женско становништво са 18 и више година                                                          | 14326    |
| 19  | Становништво од 3 до 5 година                                                                    | 2034     |
| 20  | Мушко становништво од 3 до 5 година                                                              | 1006     |
| 21  | Женско становништво од 3 до 5 година                                                             | 1028     |
| 22  | Становништво од 6 до 11 година                                                                   | 4528     |
| 23  | Мушко становништво од 6 до 11 година                                                             | 2313     |
| 24  | Женско становништво од 6 до 11 година                                                            | 2215     |
| 25  | Становништво од 8 до 14 година                                                                   | 5294     |
| 26  | Мушко становништво од 8 до 14 година                                                             | 2682     |
| 27  | Женско становништво од 8 до 14 година                                                            | 2612     |
| 28  | Становништво од 12 до 14 година                                                                  | 2185     |
| 29  | Мушко становништво од 12 до 14 година                                                            | 1091     |
| 30  | Женско становништво од 12 до 14 година                                                           | 1094     |
| 31  | Становништво од 15 до 17 година                                                                  | 2299     |
| 32  | Мушко становништво од 15 до 17 година                                                            | 1136     |
| 33  | Женско становништво од 15 до 17 година                                                           | 1163     |
| 34  | Становништво од 18 до 24 године                                                                  | 4684     |
| 35  | Мушко становништво од 18 до 24 године                                                            | 2361     |
| 36  | Женско становништво од 18 до 24 године                                                           | 2323     |
| 37  | Женско становништво од 15 до 49 година                                                           | 10413    |
| 38  | Становништво са 60 и више година                                                                 | 5336     |
| 39  | Мушко становништво са 60 и више година                                                           | 2429     |
| 40  | Женско становништво са 60 и више година                                                          | 2907     |
| 41  | Однос између мушкараца и жена                                                                    | 96.95    |
| 42  | Становништво од нуле до 14 година                                                                | 10733    |
| 43  | Становништво од 15 до 64 године                                                                  | 26423    |
| 44  | Становништво од 65 година и више                                                                 | 3746     |
| 45  | Просечан број деце                                                                               | 2.3      |
| 46  | Становништво рођено у ентитету                                                                   | 38601    |
| 47  | Мушко становништво рођено у ентитету                                                             | 18990    |
| 48  | Женско становништво рођено у ентитету                                                            | 19611    |
| 49  | Становништво рођено у другом ентитету                                                            | 1833     |
| 50  | Мушко становништво рођено у другом ентитету                                                      | 907      |
| 51  | Женско становништво рођено у другом ентитету                                                     | 926      |
| 52  | Становништво од 5 година и више резидентно у ентитету у јуну 2005. године                        | 36677    |
| 53  | Мушко становништво старосног доба од 5 година и више, резидентно у ентитету у јуну 2005. године  | 17910    |
| 54  | Женско становништво старосног доба од 5 и више година, резидентно у ентитету у јуну 2005. године | 18767    |
| 55  | Становништво од 5 година и више које је живело у другом ентитету у јуну 2005. године             | 324      |
| 56  | Мушко становништво старије од 5 година које је живело у другом ентитету у јуну 2005. године      | 170      |
| 57  | Женско становништво старије од 5 година које је живело у другом ентитету у јуну 2005. године     | 154      |
| 58  | Становништво од 3 године и више које говори аутохтони језик                                      | 56       |
| 59  | Мушко становништво старо 3 године и више које говори аутохтони језик                             | 41       |
| 60  | Женско становништво старо 3 године и више које говори аутохтони језик                            | 15       |
| 61  | Становништво од 3 године и више које говори аутохтони језик и не говори шпански језик            | 0        |
| 62  | Мушко становништво старо 3 године и више које говори аутохтони језик и не говори шпански         | 0        |
| 63  | Женско становништво старо 3 године и више које говори аутохтони језик и не говори шпански језик  | 0        |
| 64  | Становништво старо 3 године и више које говори аутохтони језик и шпански                         | 26       |
| 65  | Мушко становништво старо 3 године и више које говори аутохтони језик и шпански                   | 18       |
| 66  | Женско становништво старо 3 године и више које говори аутохтони језик и шпански                  | 8        |
| 67  | Становништво од 5 година и више које говори аутохтони језик                                      | 55       |
| 68  | Становништво од 5 година и више које говори аутохтони језик и не говори шпански језик            | 0        |
| 69  | Становништво од 5 година и више које говори аутохтони језик и говори шпански језик               | 26       |
| 70  | Становништво у домородачким домаћинствима                                                        | 125      |
| 71  | Становништво са ограничењима у активностима                                                      | 2578     |
| 72  | Становништво са ограниченим ходањем или кретањем, горе или доле                                  | 1569     |
| 73  | Становници са ограничењима вида, чак и уз кориштење сочива                                       | 591      |
| 74  | Становништво са ограничењима говора, комуникације или конверзације                               | 218      |
| 75  | Становништво са ограниченим слухом                                                               | 304      |
| 76  | Становништво са ограничењима при одевању, купању или јелу                                        | 148      |
| 77  | Становништво са ограничењима у опажању или учењу једноставних ствари                             | 87       |
| 78  | Становништво са менталним ограничењима                                                           | 192      |
| 79  | Становништво без ограничења активности                                                           | 38196    |
| 80  | Становништво од 3 до 5 година које не похађа школу                                               | 755      |
| 81  | Мушко становништво од 3 до 5 година које не похађа школу                                         | 378      |
| 82  | Женско становништво од 3 до 5 година које не похађа школу                                        | 377      |
| 83  | Становништво од 6 до 11 година које не похађа школу                                              | 88       |
| 84  | Мушко становништво од 6 до 11 година које не похађа школу                                        | 53       |
| 85  | Женско становништво од 6 до 11 година које не похађа школу                                       | 35       |
| 86  | Становништво од 12 до 14 година које не похађа школу                                             | 135      |
| 87  | Мушко становништво од 12 до 14 година које не похађа школу                                       | 81       |
| 88  | Женско становништво од 12 до 14 година које не похађа школу                                      | 54       |
| 89  | Становништво од 15 до 17 година похађа школу                                                     | 1570     |
| 90  | Мушко становништво од 15 до 17 година похађа школу                                               | 772      |
| 91  | Женско становништво између 15 и 17 година живота у школи                                         | 798      |
| 92  | Становништво од 18 до 24 године похађа школу                                                     | 1413     |
| 93  | Мушко становништво од 18 до 24 године похађа школу                                               | 707      |
| 94  | Женско становништво од 18 до 24 године похађа школу                                              | 706      |
| 95  | Становништво од 8 до 14 година које не може да чита и пише                                       | 104      |
| 96  | Мушко становништво старосног доба од 8 до 14 година које не може да чита и пише                  | 67       |
| 97  | Женско становништво старосног доби од 8 до 14 година које не може да чита и пише                 | 37       |
| 98  | Становништво од 15 година и више које је неписмено                                               | 615      |
| 99  | Мушко становништво од 15 година и више које је неписмено                                         | 317      |
| 100 | Женско становништво од 15 година и више које је неписмено                                        | 298      |
| 101 | Становништво старо 15 и више година без школовања                                                | 812      |
| 102 | Мушко становништво старо 15 и више година без школовања                                          | 406      |
| 103 | Женско становништво старо 15 и више година без школовања                                         | 406      |
| 104 | Становништво старосног доба 15 и више година са непотпуним основним образовањем                  | 2813     |
| 105 | Мушко становништво старосног доба од 15 година и више са непотпуном основним образовањем         | 1401     |
| 106 | Женско становништво старосног доба 15 и више година са непотпуном основним образовањем           | 1412     |
| 107 | Становништво старо 15 и више година са комплетним основним образовањем                           | 5405     |
| 108 | Мушко становништво старо 15 година и више са комплетним основним образовањем                     | 2771     |
| 109 | Женско становништво старо 15 и више година са комплетним основним образовањем                    | 2634     |
| 110 | Становништво старосног доба 15 и више година са непотпуним средњим образовањем                   | 1432     |
| 111 | Мушко становништво старосног доба од 15 година и више са непотпуним средњим образовањем          | 776      |
| 112 | Женско становништво старосног доба од 15 година и више са непотпуним средњим образовањем         | 656      |
| 113 | Становништво старо 15 и више година са пуним секундарном образовањем                             | 7343     |
| 114 | Мушко становништво старосног доба од 15 година и више са пуним секундарном образовањем           | 3632     |
| 115 | Женско становништво старосног доба од 15 година и више са пуним секундарном образовањем          | 3711     |
| 116 | Становништво старије од 18 година са постосновним образовањем                                    | 10434    |
| 117 | Мушко становништво старије од 18 година са постосновним образовањем                              | 4996     |
| 118 | Женско становништво старије од 18 година са постосновним образовањем                             | 5438     |
| 119 | Просечна оцена школовања                                                                         | 9.29     |
| 120 | Просечан ниво образовања мушке популације                                                        | 9.21     |
| 121 | Просечан ниво образовања женског становништва                                                    | 9.36     |
| 122 | Економски активно становништво                                                                   | 15333    |
| 123 | Економски активна мушка популација                                                               | 10707    |
| 124 | Економски активна женска популација                                                              | 4626     |
| 125 | Становништво које није економски активно                                                         | 16930    |
| 126 | Мушко становништво које није економски активно                                                   | 5001     |
| 127 | Женско становништво које није економски активно                                                  | 11929    |
| 128 | Запослено становништво                                                                           | 14388    |
| 129 | Запослено мушко становништво                                                                     | 9936     |
| 130 | Запослено женско становништво                                                                    | 4452     |
| 131 | Незапослена популација                                                                           | 945      |
| 132 | Незапослена мушка популација                                                                     | 771      |
| 133 | Незапослена женска популација                                                                    | 174      |
| 134 | Становништво без права на здравствене услуге                                                     | 5401     |
| 135 | Становништво које има право на здравствене услуге                                                | 35459    |
| 136 | Становништво које има право на ИМСС                                                              | 26353    |
| 137 | Становништво које има право на социјално осигурање                                               | 3585     |
| 138 | Становништво које има право на државно социјално осигурање                                       | 59       |
| 139 | Становништво које има право на опште осигурање или здравствено осигурање за нову генерацију      | 5765     |
| 140 | Становништво које је било једном или није било у браку током 12 година и више                    | 9635     |
| 141 | Венчано или уједињено становништво од 12 година и више                                           | 18804    |
| 142 | Становништво које је било у браку или уједињено 12 година и више                                 | 3879     |
| 143 | Становништво са католичком религијом                                                             | 29944    |
| 144 | Протестанти, еванђелисти и библијски следбеници различити од еванђелиста                         | 7057     |
| 145 | Становништво са другим религијама различитим од претходних                                       | 21       |
| 146 | Становништво без религије                                                                        | 3635     |
| 147 | Укупно пописаних домаћинства                                                                     | 11680    |
| 148 | Пописна домаћинства на челу са мушкарцима                                                        | 8930     |
| 149 | Пописна домаћинства на челу са женама                                                            | 2750     |
| 150 | Становништво у пописним домаћинствима                                                            | 40880    |
| 151 | Становништво у пописним домаћинствима на челу са мушкарцима                                      | 32856    |
| 152 | Становништво у пописним домаћинствима на челу са женама                                          | 8024     |
| 153 | Укупно домаћинстава                                                                              | 13865    |
| 154 | Укупно насељених домаћинстава                                                                    | 11929    |
| 155 | Укупно приватних кућа                                                                            | 13616    |
| 156 | Насељени приватни домови                                                                         | 11680    |
| 157 | Укупно насељених приватних кућа                                                                  | 11926    |
| 158 | Ненасељене приватне куће                                                                         | 1294     |
| 159 | Појединачна домаћинства за привремену употребу                                                   | 642      |
| 160 | Становници у насељеним приватним кућама                                                          | 40880    |
| 161 | Насељеност станара у приватним становима                                                         | 3.5      |
| 162 | Просечно становника по соби у приватним насељеним домаћинствима                                  | 0.84     |
| 163 | Појединачна домаћинства са подовима од различитих материјала од земље                            | 11500    |
| 164 | Појединачна домаћинства у приземљу                                                               | 146      |
| 165 | Појединачна домаћинства са једном спаваћом собом                                                 | 3806     |
| 166 | Појединачна домаћинства са две спаваће собе и више                                               | 7835     |
| 167 | Појединачна домаћинства са једним собом                                                          | 412      |
| 168 | Појединачна домаћинства са две собе                                                              | 1413     |
| 169 | Појединачна домаћинства са 3 собе и више                                                         | 9811     |
| 170 | Појединачна домаћинства која имају електрично светло                                             | 11452    |
| 171 | Појединачна домаћинства која немају електрично светло                                            | 205      |
| 172 | Појединачна домаћинства која имају водоводну воду у стамбеном простору                           | 11388    |
| 173 | Појединачна домаћинства која немају водоводну воду у стамбеном простору                          | 256      |
| 174 | Појединачна домаћинства која имају тоалет                                                        | 11446    |
| 175 | Појединачна домаћинства која имају канализацију                                                  | 11075    |
| 176 | Појединачна домаћинства која немају канализацију                                                 | 565      |
| 177 | Појединачна домаћинства која имају електрично светло, довод воде из јавне мреже и канализацију   | 10873    |
| 178 | Појединачна домаћинства без икаквих услова                                                       | 71       |
| 179 | Појединачна домаћинства која имају радио                                                         | 10565    |
| 180 | Појединачна домаћинства која имају телевизор                                                     | 11351    |
| 181 | Појединачна домаћинства која имају фрижидер                                                      | 11207    |
| 182 | Појединачна домаћинства која имају машину за веш                                                 | 10405    |
| 183 | Појединачна домаћинства која имају аутомобил или комби                                           | 7655     |
| 184 | Појединачна домаћинства која имају рачунар                                                       | 3974     |
| 185 | Појединачна домаћинства која имају фиксну телефонску линију                                      | 6811     |
| 186 | Појединачна домаћинства која имају мобилни телефон                                               | 8191     |
| 187 | Појединачна домаћинства која имају приступ интернету                                             | 2937     |